# جاشوا هردمن
جاشوا هردمن (انگلیسی: Josh Herdman؛ زادهٔ ۹ سپتامبر ۱۹۸۷) یک هنرپیشه اهل بریتانیا است. وی از سال ۲۰۰۱ میلادی تاکنون مشغول فعالیت بوده‌است.
از فیلم‌ها یا برنامه‌های تلویزیونی که وی در آن نقش داشته است می‌توان به هری پاتر و جام آتش، هری پاتر و محفل ققنوس، هری پاتر و تالار اسرار، هری پاتر و سنگ جادو، هری پاتر و زندانی آزکابان، هری پاتر و شاهزاده دورگه، هری پاتر و یادگاران مرگ - قسمت دوم و رابین هود اشاره کرد.